# RNA-Seq
RNA-seq (secvențierea ARN, în engleză RNA sequencing), denumită și secvențierea shotgun a unui întreg transcriptom , este o tehnologie care utilizează secvențierea de nouă generație pentru a identifica și cuantifica ARN-ul dintr-un genom la un moment dat. 

## Introducere
Transcriptomul unei celule este dinamic, se schimbă continuu. Tehnologiile de secvențiere de nouă generație (engleză next generation sequencing) au permis citirea ADN-ului dintr-o celulă, bază cu bază. Aceste tehnologii permit și citirea ARN-ului dintr-o celulă, fapt care facilitează înțelegerea  splicingului alternativ al genelor, înțelegerea modificărilor post-transcripție, fuziunea genelor,  polimorfismul uninucleotidic (SNP) și schimbările în exprimarea genetică.  
În plus față de ARN-ul mesager, tehnologia RNA-Seq identifică și alte tipuri de ARN, cum ar fi microARN (engleză miRNA),  ARN de transfer (engleză tRNA) și ARN ribozomal (engleză rRNA). 
Tehnologia RNA-Seq este utilă pentru determinarea marginilor exon/intron și pentru verificarea capetelor genelor 5’ și 3’.
Cercetarea care se face cu ajutorul tehnologiei RNA-Seq include observarea schimbărilor care au loc într-o celulă în timpul infecțiilor  și schimbările din exprimarea genetică în studiul cancerului.
Înainte de modernizarea tehnologiile de secvențiere de nouă generație, studierea exprimării genetice se făcea cu tehnologia microarray.

## Metodologie

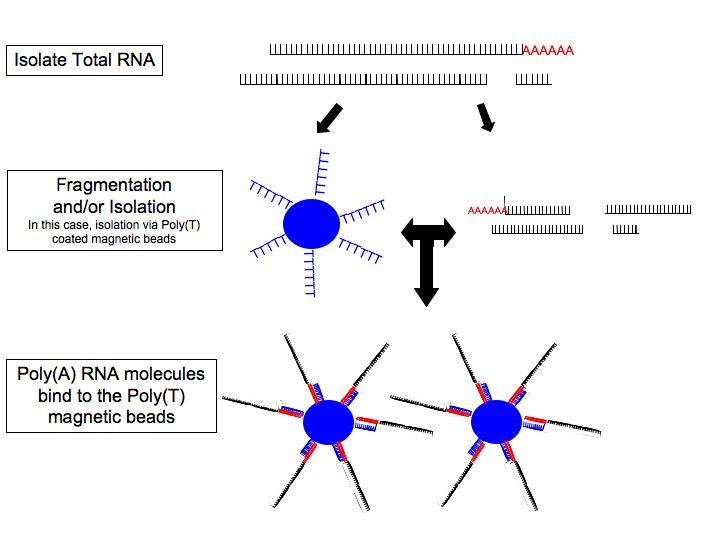

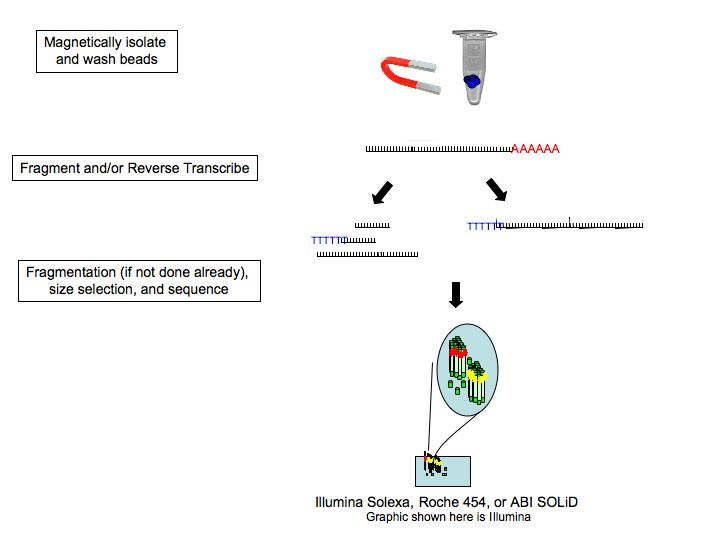